# Separierbarkeit
Das Wort Separierbarkeit bezeichnet in der Bildverarbeitung die Eigenschaft, dass sich die Impulsantwort eines zweidimensionalen Filters durch die Multiplikation zweier eindimensionaler Operatoren darstellen lässt. Somit kann die zweidimensionale Faltung zu zwei eindimensionalen Operationen reduziert werden, indem der zweite Operator auf das Zwischenergebnis des ersten angewendet wird. In der Bildverarbeitung wird das ursprüngliche 2D-Filter in einen x- und y-Kern zerlegt, die dann hintereinander auf das Ursprungsbild angewandt werden. Eine Separierung einer 3 × 3 Matrix in zwei 1D-Vektoren muss folgendermaßen aussehen:
{\displaystyle \alpha {\begin{bmatrix}N'\\Z'\\S'\end{bmatrix}}*\alpha '{\begin{bmatrix}W&Z&O\end{bmatrix}}=\alpha \alpha '{\begin{bmatrix}N'W&N'Z&N'O\\Z'W&Z'Z&Z'O\\S'W&S'Z&S'O\end{bmatrix}}}
Es ist aber auch möglich, andere Eingabe- und Ausgabegrößen zu verwenden. So kann ein 5 × 5 Filter in zwei 3 × 3 Matrizen separiert werden.
Das Ziel der Separierung ist eine Einsparung von Rechenzeit. Die Anwendung von einem 2D N × N Filter benötigt {\displaystyle N^{2}} Lesezugriffe und Multiplikationen, sowie {\displaystyle N^{2}-1} Additionen. Durch die Separierung kann der Rechenaufwand auf {\displaystyle 2N} Lesezugriffe und Multiplikationen und {\displaystyle 2(N-1)} Additionen reduziert werden.

## Eigenschaften
Eine separierbare 3x3 Matrix {\displaystyle A} hat folgende Eigenschaft:
- Rang({\displaystyle A}) = dim(SR(A)) = dim(ZR(A)) = 1
- ZR({\displaystyle A}) ist orthogonal zum NR({\displaystyle A}) = {\displaystyle \operatorname {Kern} (A)}

## Beispiele
1. Ein zweidimensionales Glättungsfilter wird in diesem Beispiel separiert:
{\displaystyle {\frac {1}{3}}{\begin{bmatrix}1\\1\\1\end{bmatrix}}*{\frac {1}{3}}{\begin{bmatrix}1&1&1\end{bmatrix}}={\frac {1}{9}}{\begin{bmatrix}1&1&1\\1&1&1\\1&1&1\end{bmatrix}}}
2. Das Binomialfilter als approximiertes Gauß-Filter (Weichzeichner)
{\displaystyle {\frac {1}{4}}{\begin{bmatrix}1\\2\\1\end{bmatrix}}*{\frac {1}{4}}{\begin{bmatrix}1&2&1\end{bmatrix}}={\frac {1}{16}}{\begin{bmatrix}1&2&1\\2&4&2\\1&2&1\end{bmatrix}}}
3. Der Sobel-Operator (Kantendetektion)
{\displaystyle \mathbf {G_{x}} ={\begin{bmatrix}\quad ~&\quad ~&\quad ~\\[-2.5ex]-1&0&1\\-2&0&2\\-1&0&1\end{bmatrix}}*A={\begin{bmatrix}1\\2\\1\end{bmatrix}}*{\begin{bmatrix}-1&0&1\end{bmatrix}}*A}
Dies funktioniert auch beim Prewitt-Operator.